# Frederic Conant
Frederic Conant   (Santa Barbara, 9 de febrer de 1892 - 24 de març de 1974) va ser un regatista estatunidenc que va competir durant la dècada de 1930.
El 1932 va prendre part en els Jocs Olímpics de Los Angeles, on va guanyar la medalla de plata en la categoria de 6 metres del programa de vela. Navegà a bord del Gallant junt a Robert Carlson, Temple Ashbrook, Charles Smith, Donald Wills i Emmett Davis.